# Челсі (Нью-Йорк)
Челсі (англ. Chelsea) — історичний район на північному заході Нижнього Мангеттена. Із заходу Челсі обмежений річкою Гудзон; з півночі по 30 вулиці він межує з районами Пекельна кухня та Швейним кварталом, зі сходу по 6-й авеню — з «Дамською милею» та Корейським кварталом, з півдня по 14-й вулиці — з Мітпекінгом. Район знаходиться під юрисдикцією 4-ї та 5-ї Громадських рад Мангеттена. У Челсі входить так званий «Історичний район Челсі», створений в 1970 році Комісією Нью-Йорка з охорони пам'яток. У 1977 році він був внесений до Національного реєстру історичних місць США. Житлова забудова в Челсі представлена безліччю багатоквартирних будинків, міських особняків, і малоповерховими житловими блоками. У районі розвинена роздрібна торгівля; на заході Челсі розташовано безліч картинних галерей.

## Історія
Район отримав свою назву від маєтку з георгіанським особняком, що належав відставному британському майору Томасу Кларку (англ. Thomas Clarke). Маєток розташовувалося між річкою Гудзон і нинішніми 8-ю авеню і 21-ю і 24-ю вулицями. Кларк придбав його в серпні 1750 і дав йому ім'я на честь лондонського Челсі, батьківщини Томаса Мора. Маєток перейшов у спадок донці Кларка Черіті, яка спільно зі своїм чоловіком, Бенджаміном Муром, докупила землі на південь аж до нинішньої 19-ї вулиці. У маєтку народився їх син, Клемент Мур. Він став письменником і літературознавцем, відомим, зокрема, за поемою «Візит Святого Миколая» та першим в США словників грецької мови та івриту.
У 1827 році землю маєтку, на якій знаходився яблуневий сад, Мур передав у власність Єпископальної єпархії Нью-Йорка. На ній був побудований кампус Головною теологічної семінарії. Відповідно до Генерального плану розвитку Мангеттена від 1811 року, посередині маєтку Мура пройшла 9-та авеню. Мур поділив прилеглі до авеню землі на окремі ділянки й почав продавати їх заможним городянам. За умовами угод, дільниці не могли використовуватися під виробничі й комерційні потреби, а також під стайні; під заборону потрапили й архітектурні надмірності.
На початку XIX століття на узбережжі річки Гудзон відбувався розвиток промислової зони. Воно захопило і Челсі. У 1847 році між 10-ю й 11-ю авеню була прокладена залізнична лінія. Вона відокремила Челсі від річки Гудзон. До початку громадянської війни в районі на захід від 9-ї авеню і на південь від 20-ї вулиці розташовувалося безліч перегінних мануфактур, які виробляють скипидар і камфен. На 18-й вулиці розташовувалося велике виробництво коксового газу із кам'яного вугілля.
Індустріалізація Челсі стала причиною значного припливу іммігрантів. Помітну частку становили ірландці, які працювали в доках річки Гудзон і на вантажних терміналах залізниці. На захід від 10-ї авеню розташовувалися Лісосклад, пивоварні й гуртожитки робітників. Зі зростанням чисельності іммігрантів серйозне політичний вплив придбала організація Таммані-хол, водночас ріс і рівень народного невдоволення. Одним із його наслідків став заколот ірландських католиків проти ірландських же протестантів, яке відбулося 12 липня 1871 між 24-ю вулицею і 8-ю авеню. В результаті нього загинуло близько 67 осіб. Одним з наслідків заворушень стало створення Гільдії Гудзона, що займалася наданням соціальних послуг.
У 1869 році був створений Театральний квартал. Незабаром після цього 23-тя вулиця стала одним з центрів театрального життя США. Одним із найпомітніших культурних закладів району того часу став побудований в 1868 році Оперний театр Пайка, який перебував на 8-й авеню (в 1960 році він був знесений). Також Челсі до Першої світової війни був одним із центрів кінематографічного виробництва. Так, у будівлі колишнього складу зброї за адресою 26-та вулиця, 221 були зняті перші стрічки за участю Мері Пікфорд. Також студії розташовувалися на 23-й і 21-й вулицях.
У 1930-х роках у Челсі був зведений один із тоді найбільших у світі житлових комплексів, Лондон-Терріс (англ. London Terrace). У 1962 році в районі було побудовано житловий комплекс Пенн-Саут. Його будівництво проспонсорувала Міжнаціональна профспілка дамських кравців.
З початку 1940-х років в рамках Мангеттенського проєкту у складах за адресою 20-та вулиця, 513—519 зберігалося кілька тонн урану. Він був вивезений лише в кінці 1980-х — початку 1990-х років.
Нині в Челсі розташовано безліч магазинів і ресторанів. Починаючи з кінця 1990-х років через низку факторів, в тому числі високої ціни на оренду, із Сохо в Челсі поступово переселяються представники образотворчого мистецтва. Район, обмежений 10-ю і 11-ю авеню і 18-ю і 28-ю вулицями, став місцевим центром сучасного мистецтва. У ньому розташовані сотні художніх галерей і майстерень.

## Населення
У 2009 році в районі налічувалося 41 982 жителі. У расовому співвідношенні значну частку займають білі. Середній дохід на домашнє господарство був приблизно на 40 % вище, ніж у середньому в місті 69 354 дол. США.

## Транспорт
Челсі обслуговується наступними станціями метрополітену:
- 34-та вулиця — Penn Station
- 14-та вулиця — Восьма авеню
- 23-тя вулиця

Станом на вересень 2012 року в районі діяли автобусні маршрути M11, M20, M23 й M140.